# 15523 Ґренвіль
15523 Ґренвіль (15523 Grenville) — астероїд головного поясу, відкритий 9 грудня 1999 року.
Тіссеранів параметр щодо Юпітера — 3,293.